# John M. Palmer

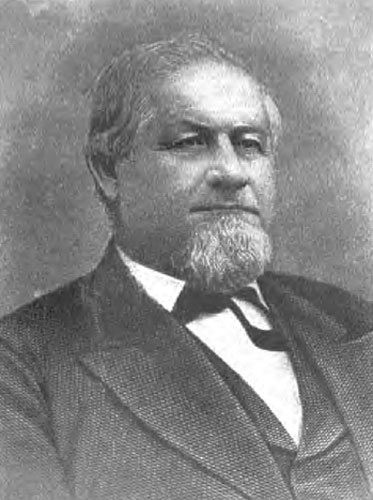
John M. Palmer

John McAuley Palmer (* 13. September 1817 in Eagle Creek, Scott County, Kentucky; † 25. September 1900 in Springfield, Illinois) war ein US-amerikanischer Politiker und General. Von 1869 bis 1873 war er der 15. Gouverneur von Illinois, außerdem vertrat er diesen Bundesstaat im US-Senat.

## Leben

### Frühe Jahre und politischer Aufstieg
Die Vorfahren seiner Familie stammten aus England und gehörten zu den ersten Siedlern Virginias.  Sein Vater Louis D. Palmer (1781–1869) wanderte 1793 aus Northumberland County, Virginia, nach Kentucky aus und heiratete dort 1813 Miss Ann Tutt, die aus Culpepper County stammte. Der ältere Palmer, Veteran des Krieges von 1812 zog nach Christian County, wo er beträchtliches Land dieser damals fast unberührten Gegend erwarb und sich der Landwirtschaft widmete. Hier verbrachte John McAuley seine Kindheit, besuchte im Winter die Schule in der Nachbarschaft und half auf dem Bauernhof. Im Jahr 1831 übersiedelte die Familie nach Alton in Illinois. Dort besuchte er das Shurtleff College. Anschließend studierte er Jura und wurde 1839 als Rechtsanwalt zugelassen. Daraufhin eröffnete er in Carlinville eine Kanzlei. Im Jahr 1847 war Palmer Mitglied des Ausschusses, der die Verfassung von Illinois überarbeiten sollte. Zwischen 1849 und 1852 fungierte er als Bezirksrichter. Von 1852 bis 1854 sowie nochmals im Jahr 1856 saß er als Abgeordneter im Repräsentantenhaus von Illinois. Als Mitglied der neuen Republikanischen Partei war er 1856 Mitglied des ersten Staatsparteitages in Illinois. Außerdem gehörte er 1860 dem Electoral College an, das Abraham Lincoln zum US-Präsidenten wählte. Im Frühjahr 1861 war er Delegierter auf einer Friedenskonferenz in Washington, auf der vergeblich versucht wurde, den drohenden Bürgerkrieg abzuwenden.

### General im Bürgerkrieg
Zu Beginn des Krieges wurde er  Oberst der Freiwilligen im 14. Illinois-Regiment und führte unter John C. Frémont in einer Expedition nach Springfield. Am 20. Dezember 1861 wurde er zum Brigadier befördert und erhielt eine Brigade unter John Pope zugewiesen. Palmer nahm an den Kämpfen von New Madrid und Island 10 teil und befehligte danach eine eigene Division. Im Feld erkrankt, kehrte er erst im September 1862 ins Feld zurück und wurde General William S. Rosecrans zugewiesen, um die erste Division der Arm of Mississippi in Alabama und Tennessee zu befehligen. Am 29. November 1862 wurde er zum Generalmajor der Freiwilligen befördert und zeichnete sich in der Schlacht am Stones River aus, wo seine Division eine wichtige Position hielt. Er führte seine Truppen dann während der Schlacht von Chickamauga (September 1863), in Folge kommandierte er das XIV. Korps der Army of the Cumberland während der Schlacht von Chattanooga (23. bis 25. November 1863) und dann unter General George Henry Thomas im Atlanta-Feldzug. Palmers Korps war Anfang August 1864 Teil von William T. Shermans Marsch entlang der Eisenbahnlinie von East Point. Er stellte mehrere Befehle des Generals Schofield in Frage, der von Sherman aber gedeckt wurde, worauf Palmer am Abend des 6. August 1864 aus Protest aus seinem Kommando zurücktrat. Den Befehl über des XIV. Korps übernahm kurz darauf Generalmajor Jefferson C. Davis. Nach seinem endgültigen Ausscheiden aus der Armee im Jahr 1866 wurde er zwei Jahre später von seiner Partei als Kandidat für die Gouverneurswahlen nominiert und am 3. November 1868 von den Bürgern des Staates Illinois gewählt.

### Gouverneur von Illinois
John Palmers vierjährige Amtszeit begann am 11. Januar 1869. Gleich zu deren Beginn trat eine neue Verfassung in Kraft. Im Jahr 1871 gründete der Gouverneur das Landwirtschaftsministerium von Illinois. Das Hauptereignis seiner Amtszeit war aber das große Feuer von Chicago, dem im Oktober 1871 rund 300 Menschen zum Opfer fielen und das einen Schaden von mehr als 200 Millionen Dollar verursachte. Der Gouverneur unterstützte die Opfer im Rahmen des finanziell möglichen. Während seiner Amtszeit wechselte Palmer von den Republikanern zur Demokratischen Partei.

### US-Senator
Nach dem Ende seiner Amtszeit am 13. Januar 1873 war er weiter für seine neue Partei politisch aktiv. Im Jahr 1888 kandidierte er erfolglos für das Amt des Gouverneurs. Zwischen 1891 und 1897 war er US-Senator im Kongress in Washington. Dort führte er den Vorsitz in dem Ausschuss, der sich mit Pensionsansprüchen befasste. Im Jahr 1896 hatte sich ein Flügel der Demokratischen Partei von der Mutterpartei getrennt. Diese Nationaldemokratische Partei, die sich für den Erhalt des Goldstandards einsetzte, nominierte Palmer als ihren Präsidentschaftskandidaten des Jahres 1896. Bei den Präsidentschaftswahlen hatte Palmer aber keine Chance. Der Republikaner William McKinley profitierte von der Spaltung der Demokraten und schaffte den Einzug in das Weiße Haus. Auch der eigentliche Kandidat der Demokraten, William Jennings Bryan, schnitt deutlich besser ab als Palmer. Dieser zog sich nun aus der Politik zurück. Er starb im Jahr 1900 in Springfield. John Palmer war zweimal verheiratet und hatte insgesamt zehn Kinder.